# Орозеи
Орозѐи (на италиански и на сардински: Orosei) е градче и община в Южна Италия, провинция Нуоро, автономен регион и остров Сардиния. Разположено е на 19 m надморска височина. Населението на общината е 6941 души (към 2013 г.).